# Приворсклянський заказник
Приворсклянський заказник — заказник ботанічний місцевого значення «Приворсклянський» розташовано у Великорублівській сільській територіальній громаді Полтавського району, Полтавської області України. Заказник створено рішенням Полтавського облвиконкому від 14.03.1989 №75. Територія заказника розташована на лівому березі річки Ворскла, лівої притоки Дніпра, в лісостеповій природній зоні України для охорони ділянки мішаних лісів.

## Опис
Заказник ботанічний «Приворсклянський» знаходиться на південно-східній околиці села Матвіївка. Підпорядкований Державному підприємству «Полтавське лісове господарство»' та входить до території Борівського лісництва (кв. 55 вид. 2). Площа становить 10,0 га. «Приворсклянський» заказник створений для охорони соснових та дубово-соснових лісів на другій боровій терасі Ворскли.
Флора нараховує більш як 300 видів, з яких 7 у списку збереження. Соснові ліси штучно створені, мають вік понад 60 років. Такі бореальні рослинні угрупування є рідкісними у Лівобережній лісостеповій підзоні. В мішаних борах ростуть дуб звичайний, береза бородавчаста, липа серцелиста, клен гостролистий, горобина звичайна. В підліску частіше росте бузина, крушина ламка, барбарис звичайний. Трав'яний покрив розвинуто добре, на регіональному рівні охороняється костяниця, яка добре розмножується. Науково цінні є біоценози з конвалією звичайною та орляком звичайним, обидва види занесені до регіонального охоронного списку. Флора заказника має багато лікарських рослин: буквиця, звіробій, дрік, шипшина, вероніка лікарська (регіональний рівень охорони), перстач (регіональний рівень охорони) та інші. Червонокнижні рослини заказника: сон лучний, любка дволиста.
З представників тваринного світу, що мешкають на території заказника, 25 є рідкісними та охороняються. На регіональному рівні охороняються птахи: осоїд, вальдшнеп, дятли, куріпка, вівчарик весняний, дрізд білобровий, дрізд-омелюх; часничниці та гадюка. Види тварин заказника, що занесені до Червоної книги: лелека чорний, підорлик малий та великий, змієїд блакитноногий, горностай, нетопир лісовий, голуб-синяк, борсук.

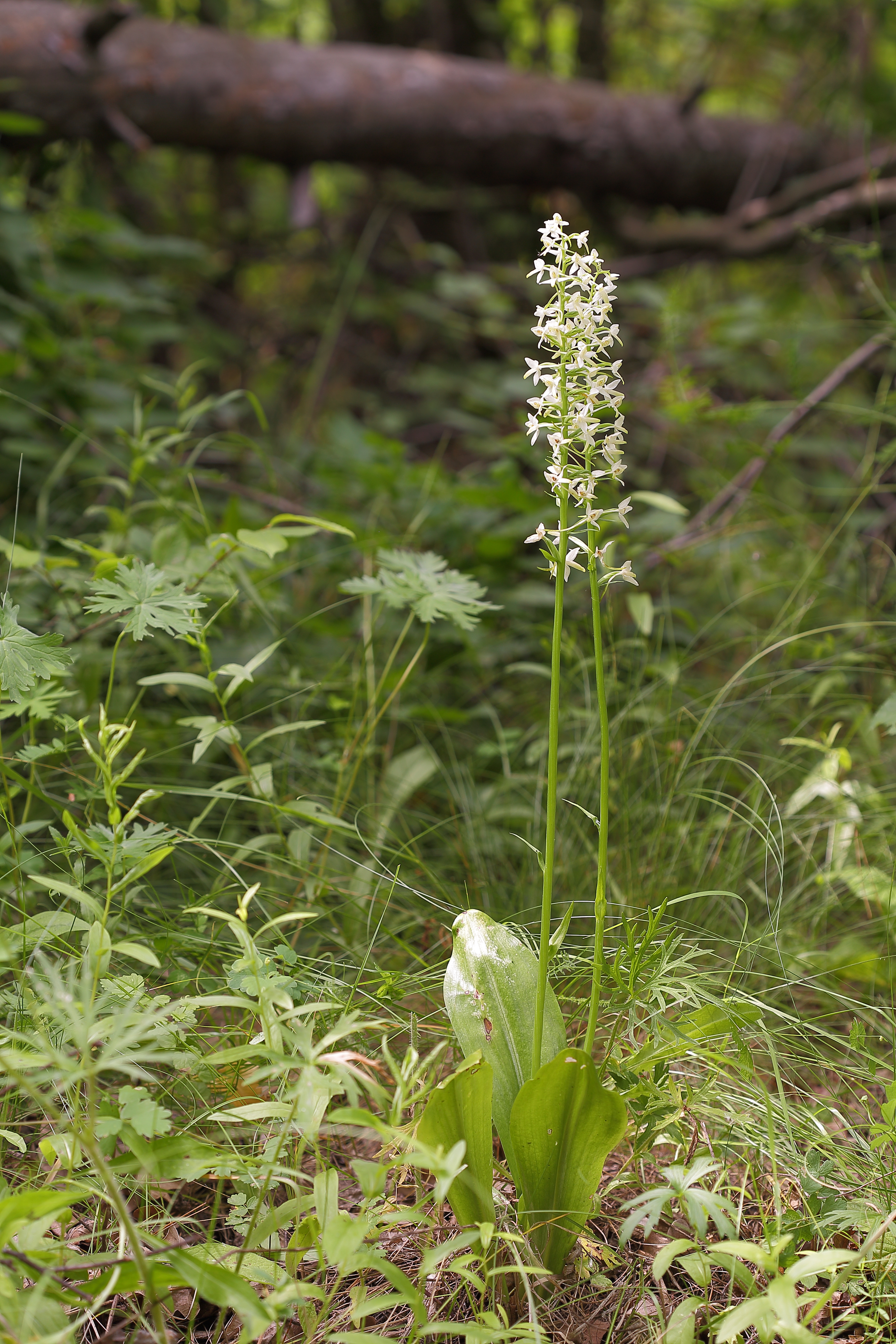
Любка дволиста
Лелека чорний
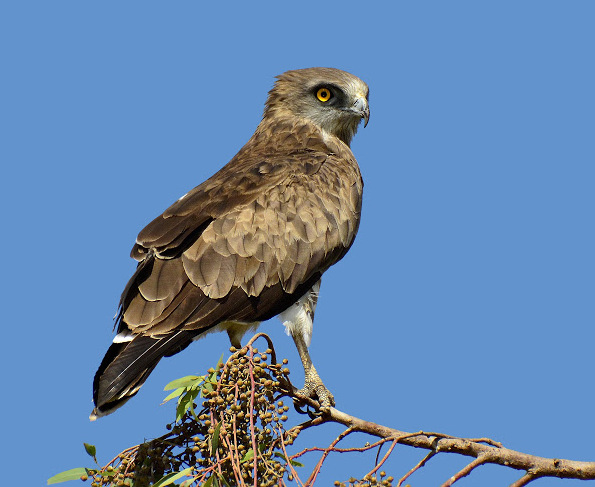
Змієїд